# Laomedea tottoni
Laomedea tottoni är en nässeldjursart som beskrevs av Eugène Leloup 1935. Laomedea tottoni ingår i släktet Laomedea och familjen Campanulariidae. Inga underarter finns listade i Catalogue of Life.